# بی‌نام (آلبوم)
بی‌نام دهمین آلبوم استودیویی اثر خواننده و ترانه‌نویس ایرانی محسن چاوشی است. این آلبوم که شامل ۱۱ قطعه است، با خوانندگی، آهنگسازی، تنظیم‌کنندگی، میکس و مسترینگ محسن چاوشی و اشعاری برگرفته از مولانا، سعدی، وحشی بافقی و فصیح الزمان شیرازی، ۳ دی ۱۳۹۸ منتشر شد.
در ابتدا این آلبوم قرار بود با نام قمارباز منتشر شود، اما پس از حواشی به وجود آمده از سمت وزارت فرهنگ و ارشاد اسلامی، نام آن به بی‌نام تغییر پیدا کرد. تاریخ انتشار آلبوم نیز چندین بار به علل و حواشی مختلف، مانند عدم موفقیت در اخذ مجوز قطعات، مشکلات نام آلبوم، و آماده نبودن نسخه‌های فیزیکی آلبوم، به آینده موکول شد و پس از ۱۰ ماه حاشیه، بالاخره در دی ماه ۱۳۹۸ به انتشار رسید.

## پیش تولید و تولید

### اعلام انتشار
در تاریخ ۳ بهمن ۱۳۹۷ محسن چاوشی با انتشار عکسی در صفحه اینستاگرامی خود که نشان از تتوی یک بیت از اشعار مولانا بر روی سر خود بود، در ذیل آن نوشته بود: «قمارباز» نام آلبوم جدیدم به تهیه کنندگی هادی حسینی؛ همین موضوع شائبهٔ آن را داد که محسن چاوشی پس از انتشار آلبوم ابراهیم وقت را هدر نداده و همچنان در حال فعالیت در استودیوی شخصی خود است.
در تاریخ ۴ بهمن (یک روز پس از اعلام انتشار آلبوم)، محسن چاوشی با پستی جدید که یک دمو از آهنگی به نام «قوم به حج رفته» با شعری از «مولانا» بود توجه مردم و هوادارانش را به خود جلب کرد. پس از گذشت چند روز مشخص شد که آن دمو، دموی یکی از آهنگ‌های موجود در داخل آلبوم «قمارباز» است.
نام «قمارباز» برگرفته از بیت زیر بود:
| خُنُک آن قماربازی که بِباخت آنچه بودَش |  | بنماند هیچَش الّا هوس قمار دیگر |

چاوشی ماه‌ها قبل بخش‌هایی از قطعه «بازآمدم» را در صفحه اینستاگرامش منتشر کرد و عنوان کرد که این قطعه به‌صورت تک‌آهنگ در هفته‌های آینده منتشر خواهد شد، ولی چند بار پس از تغییر زمان انتشار این قطعه به هوادارانش اعلام کرد که این قطعه را در آلبوم «بی‌نام» خواهید شنید، همچنین چاوشی بخش‌هایی هم از قطعه «ای قوم به حج رفته» را هم در صفحه اینستاگرامش منتشر کرد که با استقبال طرفداران او و کاربران فضای مجازی مواجه شد و به سرعت به اشتراک گذاشته شد.

### تعداد قطعات و حواشی
در تاریخ ۲۷ اردیبهشت ۱۳۹۸، «هادی حسینی» تهیه‌کننده آلبوم «قمارباز» اعلام کرد: 
چهار قطعه جدید به آلبوم اضافه شده و تعداد نهایی قطعات ۱۰ الی ۱۱ می‌باشد. اشعار این ۴ قطعه جدید از «مولانا» و «سعدی» است. (هرکدام دو قطعه).
ضمناً در مورد اشعار آلبوم قابل ذکر است که «حافظ» حذف شده و به احتمال قوی شعری از «حافظ» نداریم و نیمی از اشعار آلبوم از آثار «مولانا» ست.
آهنگسازی و تنظیم تمام قطعات بر عهده «محسن چاوشی» است و چند قطعه ریتمیک و شاد در آلبوم هست ولی از سبک ترنس همچنان خبری نیست.
وی افزود: به دلیل بدقولی‌های ۷۸۰ در آلبوم ابراهیم، آلبوم «قمارباز» از طریق این سامانه منتشر نخواهد شد، و به احتمال زیاد از تبلیغات شهری هم خبری نخواهد بود و همچنین پک VIP تا این لحظه در دستور کار نیست. میکس و مسترینگ آهنگ‌ها نیز در داخل کشور در حال انجام است.
طراحی کاور تا این لحظه انجام نشده‌است و اگر ۴ قطعه جدید سریعاً موفق به اخذ مجوز شوند طبق قول قبلی آلبوم در هفته پایانی خرداد ماه منتشر خواهد شد.
همچنین لازم است ذکر شود که احتمال حضور آقایان «امیر جمال‌فرد» و «کوشان حداد» بسیار کم است.— هادی حسینی
در ۳۰ اردیبهشت ۱۳۹۸، روزنامه جام جم اعلام کرد:
سایت ایران‌آرت بر اساس شنیده‌هایش گزارشی منتشر کرده دربارهٔ جزئیات تازه‌ترین آلبوم محسن چاوشی که در دست تولید است. این سایت نوشته که آلبوم «قمارباز» شامل ۱۰ یا ۱۱ قطعه است که نیمی از اشعار از سروده‌های مولانا هستند. شعر دو قطعه از این چهار قطعه از سعدی است؛ و در ادامه می‌فرماید: «آنچه آلبوم جدید چاوشی را نسبت به آلبوم «ابراهیم» متمایز می‌کند تنها اشعار آلبوم نیست بلکه به ریتم ملودی‌ها و سبک تنظیم‌ها هم برمی‌گردد. شاید از این نظر قمارباز به امیر بی‌گزند نزدیک‌تر باشد تا به ابراهیم و دیگر آلبوم‌های او. چاوشی در قمارباز چند قطعه شاد هم خوانده که با توجه به علاقه‌اش به تبدیل اشعار مولانا به موسیقی‌های طرب‌انگیز و شاد می‌توان حدس زد این قطعات هم در ادامه آثاری همچون به‌رقص‌آ، قلاش و بیست هزار آرزو است، اما برای مطمئن شدن در این‌باره باید یک ماه دیگر صبر کرد.»— ایران آرت، 
در توضیحات نهایی هادی حسینی در آبان ماه، مشخص شد که تعداد دقیق قطعات داخل آلبوم، ۱۱ قطعه می‌باشد.

## ممیزی و نام جدید: بی‌نام

### مشکلات مجوز وزارت ارشاد
پس از اعلام انتشار آلبوم تا مرداد ماه، آلبوم در وزارت ارشاد در صف دریافت مجوز قرار داشت و قطعات یک به یک و به مرور مجوز انتشار را دریافت کردند، اما پس از آن نام آلبوم مشکل ساز شد و سید هادی حسینی در اردیبهشت ماه ۱۳۹۸ اعلام کرد که تا پایان خرداد ماه، پس از دریافت مجوز اسم آلبوم، آلبوم قمارباز منتشر خواهد شد و حتی پیشنهاد شد که یک نام جایگزین برای آن انتخاب کنند؛ در تاریخ ۰۶ مرداد ۱۳۹۸ هادی حسینی اعلام کرد که نام آلبوم نیز مجوز گرفته و آماده انتشار می‌باشد.
اما برخلاف انتظار در بیست و سوم مرداد، هادی حسینی خبر باطل شدن مجوز نهایی انتشار آلبوم را داد و افزود که به علت لغو مجوز نهایی، انتشار آلبوم تا قبل از ماه محرم عملاً غیرممکن می‌باشد و انتشار آن به زمان نامشخصی موکول شد.
هادی حسینی تهیه‌کننده جدیدترین آلبوم محسن چاوشی دربارهٔ آخرین وضعیت صدور مجوز آلبوم «قمارباز» در ۱۶ شهریور گفت: «هنوز در شورای موسیقی منتظر مجوزها هستیم، قول‌هایی دادند که مشکل حل شود و به زودی مجوز آلبوم صادر شود اما این اتفاق هنوز رخ نداده‌است.»
اما مشکل آلبوم «قمارباز» چیست؟ هادی حسینی در پاسخ به این سؤال می‌گوید: «یکی از ایرادهای اصلی که گرفته شد، اسم آلبوم بود که احتمالاً آلبوم با نام «قمارباز» ارائه نشود چون هنوز در دفتر موسیقی وزارت ارشاد اسم آن به تأیید نرسیده‌است.»
حسینی در ادامه همچنین به شعری از مولانا اشاره می‌کند که محل بحث اصلی در راه مجوز گرفتن تازه‌ترین آلبوم محسن چاوشی است و می‌گوید: «شعری که گیر دادند همان شعر تِرَک اصلی آلبوم است و اسم آلبوم هم از آن درآمده. بیتی هم که محل ایراد شده یکی از بیت‌های اصلی شعر است که اگر حذف شود کل شعر باید حذف شود و آلبوم در کل ماهیت خودش را از دست خواهد داد.»
در روزهای گذشته اما در یکی از رسانه‌ها گزارشی منتشر شده بود از متن ترانه‌های بعضی از خواننده‌هایی که این روزها حسابی طرفدار دارند و در آن گزارش به این نکته اشاره شده بود که چرا سخت‌گیری در ترانه تنها به محسن چاوشی و شعر مولانا منحصر می‌شود. هادی حسینی در پاسخ به این سؤال می‌گوید: «ماجرا این است که خیلی به ماهیت شعر کاری ندارند و فقط به بعضی لغات حساسیت دارند. ماهیت شعر هر چه می‌خواهد باشد؛ مثلاً دربارهٔ همین شعر استدلال ما این بود که ماهیت شعر معنوی است اما گفتند یک کلمه باید حذف شود و حرفشان هم این بود که ما که نمی‌توانیم شعر مولانا را تغییر بدهیم اگر شعر دیگری بود می‌شد گفت همین یک کلمه حذف شود اما دربارهٔ این شعر، این یک سطر باید حذف شود تا مجوز بگیرد.»
حسینی در پایان با اشاره به اینکه امیدوارم مشکل این شعر به زودی حل شود گفت: «با وجودی که شعر در شورای ترانه با ۴رای مخالف در مقابل ۳رای موافق رد شده اما آقای اللهیاری قول‌های مساعدی دادند دربارهٔ این که این موضوع به زودی حل شود و بتوانیم آلبوم را در اولین فرصت آماده کنیم.»

کاور موقتی آلبوم بی‌نام (تصویر چپ) که در کانال شخصی محسن چاوشی منتشر شد و شباهت آن به لوگوی دفتر امور موسیقی وزارت ارشاد (تصویر راست)

در ادامه بهمن بابازاده، خبرنگار موسیقی ما افزود: آلبوم قمارباز با صدای چاوشی⁩ هنوز مجوز نگرفته‌است. با اسمش مشکل دارند و چاوشی گفته اگر مخالفت کنند اسم آلبوم تحت عنوان ⁧"بی نام"⁩ منتشر می‌شود. نکته جالبتر تأکید شورای شعر به حذف کلمه ⁧ «روسبی» ⁩ از شعر مولاناست.

### موفقیت در اخذ مجوزهای لازم
سرانجام هادی حسینی در ۲۵ مهر در گفتگو با باشگاه خبرنگاران جوان گفت: محمد اللهیاری، مدیر دفتر موسیقی وزارت فرهنگ و ارشاد اسلامی، برخلاف دیگر مدیران دفتر موسیقی در جلسات شورای شعر و شورای موسیقی شرکت کرد. شاید هم خیلی راحت‌تر می‌توانست دستوری این کار را انجام دهد، اما سعی کرد با مذاکره و اقناع شورای شعر و موسیقی و حتی جلساتی که خارج از شورای شعر و موسیقی با استادان این حوزه برقرار کرد، موانع را برطرف کند.
حسینی افزود: خدا را شکر در یکی دو روز اخیر مجوز شعر آلبوم محسن چاوشی صادر شد. البته روند اخذ مجوز به دلیل سوءتفاهم بین ما و دفتر موسیقی زمان زیادی را سپری کرد. دفتر موسیقی فکر می‌کرد، ما می‌خواهیم حاشیه سازی کنیم و با فشارهای رسانه‌ای نسبت به گرفتن مجوز اقدام کنیم؛ اما با صحبت‌هایی که انجام شد، این سوءتفاهم حل شد.
تهیه‌کننده آلبوم «قمارباز» در پایان گفت: مواردی جزئی برای اصلاحات مطرح شده که باید مرتفع شود تا مجوز شورای موسیقی هم صادر شود. اصلاحیات تکنیکال و بسیار جزئی است و به زودی با رفع این موارد، مجوز شورای موسیقی هم صادر می‌شود. فکر می‌کنم بعد از ماه صفر و با فرارسیدن ماه ربیع بتوانیم آلبوم را منتشر کنیم. به محض صدور مجوز وزارت ارشاد زمان دقیق انتشار آلبوم را اعلام خواهم کرد. قطعاً انتشار این اثر با شیوه انتشار آلبوم «ابراهیم» متفاوت خواهد بود. برای این آلبوم نسخه فیزیکی و دیجیتالی منتشر می‌شود. هنوز با شرکت فروش قراردادی نبستم. با چند سامانه فروش آنلاین وارد مذاکره شدیم، اما هنوز قراردادی را نهایی نکردیم.
مجوز آلبوم به اسم بی‌نام صادر شده و قطعه قمارباز بدون تغییر و سانسور منتشر خواهد شد.
به گزارش «موسیقی ما» در تاریخ ۲ آبان، دهمین آلبوم رسمی محسن چاوشی با عنوان «بی‌نام» با اعلام تهیه‌کننده اثر و انتشار قطعه جنجالی «قمارباز» در این آلبوم با همکاری دفتر موسیقی وزارت ارشاد موفق به اخذ همه مجوزهای لازم شد تا جدیدترین اثر این خواننده پس از چندین ماه خبرسازی، سرانجام آماده انتشار شود.

## تاریخ انتشار
در ابتدا قرار بود آلبوم در ۲۷ خرداد منتشر شود اما به علت مجوز نگرفتن ۴ قطعهٔ جدید که به آلبوم اضافه شده بودند، انتشار به تعویق افتاد. تیم تولید، آلبوم را برای ۲۸ مرداد آماده انتشار کرده بودند اما به علت مجوز نگرفتن نام آلبوم و شعر قمارباز، انتشار آلبوم دوباره به تاریخ نامعلومی موکول شد.
در تاریخ ۱۲ آبان نیز، مجوز موسیقی، و در ۱۳ آبان شماره کتابخانه ملی صادر شد و قرار بر این بود که در ۵ آذر ۱۳۹۸، آلبوم بی‌نام رسماً منتشر شود. اما پس از اختلال سراسری به وجود آمده در اینترنت ایران توسط شورای امنیت کشوری از تاریخ ۲۴ آبان، برنامه تبلیغات آلبوم و پخش تیزر (که قرار بود دوشنبه یا سه شنبه، مورخ ۲۷–۲۸ آبان به صورت رسمی منتشر شود)، با مشکل مواجه شدند و تاریخ انتشار آلبوم نیز برای بار سوم به تعویق افتاد.
پس از آن اعلام شد در صورتیکه تا اواخر آذر ماه شرایط برای انتشار آلبوم بی‌نام مساعد باشد، قطعاً آلبوم نزدیک به شب یلدا منتشر خواهد شد. در غیر این صورت، دی ماه امسال باید منتظر انتشار آلبوم از طریق شرکت ایران گام بود.
برای بار چهارم در دهم آذر تاریخ انتشار مشخص شد که به گفته تیم تولید، تاریخ قطعی انتشار بود. ۱۶ آذر ماه، تیزر آلبوم که با استفاده از قطعه طرب‌انگیز «قند منی» که توسط «وحید امینی» کارگردانی و ساخته شده بود، منتشر شد. پیش فروش آلبوم نیز در سایت‌های بیپ تونز و ایران گام نیز در همان روز آغاز شد و قرار بود ۲۶ آذر، آلبوم «بی‌نام» رسماً منتشر شود. اما این بار نیز در روزِ پیش از انتشار، ۲۵ آذر، اعلام شد که انتشار آلبوم باز هم با تأخیر مواجه شده‌است. خشم هواداران محسن چاوشی پس از تأخیر چهار بارهٔ آلبوم، برانگیخته شد و در فضای مجازی از تهیه‌کننده آلبوم (هادی حسینی) و تیم تولید آلبوم به تندی انتقاد کردند. سپس صفحه رسمی هواداران چاوشی اعلام کرد: «بابت تأخیر به وجود آمده و دلجویی از هواداران فهیم محسن چاوشی، یک قطعه از آلبوم فردا (۲۶ آذر) منتشر خواهد شد».
بهمن بابازاده، خبرنگار موسیقی، در این باره توییت کرد:
تعویق انتشار آلبوم بی‌نام برای چهارمین بار با صدای محسن چاوشی؟ بله خبر صحیح است. کاش «توماس شلبی» از پیکی بلایندرز بیاید و همه آقازاده‌های موسیقی و سینما و فوتبال را یکجا جمع کند و با خودش ببرد. ببرد و فردا صبح که بیدار می‌شویم، خبری از آنها نباشد، نیست…
۲۶ آذر ماه، قطعه «بازآمدم» با شعری از مولانا و آهنگسازی محسن چاوشی، منتشر شد.
پس از انتشار قطعه «بازآمدم»، مصاحبهٔ هادی حسینی با بیپ تونز در رابطه با آلبوم بی‌نام منتشر شد. هادی حسینی در رابطه با عمدی بودن یا نبودن تأخیر در انتشار گفت: واقعاً عمدی نبوده؛ ما تمام تلاش مان بر این بود که آلبوم سر زمانی که قول داده بودیم منتشر شود؛ اما چند بار تأخیر خورد که هر بار دلایلش متفاوت بود؛ ولی این بار آقای چاوشی بعد از اینکه تیزر پخش شد تصمیم گرفتند مجدداً روی تنظیم بعضی از قطعات کار کنند چون از زمانی که آلبوم آماده شده بود تا زمانی که به پخش رسیده بود، مقداری زمان برده بود؛ قبل از اینکه تیزر هم پخش شود، محسن روی فضاهای آلبوم بعدی کار می‌کرد و زمانش را صرف آن می‌کرد و پس از اینکه تیزر پخش شد و استقبال خوبی نیز از آن شد، تصمیم گرفت تا بیشتر بر روی قطعات کار کند. چند عدد از تنظیم‌ها عوض شد، روی میکس و مسترها بیشتر کار شد و با حساسیت زیادی روی کلیت فضای آلبوم کار کرده، و چند بار هم قرار بود میکس و مستر آلبوم تحویل داده شود اما محسن راضی نمی‌شد و خودش از طرفی دلش می‌خواست تحویل دهد و تأخیر نکند و از طرفی دیگر دوست نداشت از کیفیت کار چیزی کم شود؛ و در نهایت محسن اذعان داشته که کیفیت مهمتر است و اگر چند روزی تأخیر بخوریم، دوست دارم به کیفیت بهتری دست پیدا کنیم و تنظیم‌ها به روز شده باشند و بهترین کیفیتی که می‌توان ارائه داد را ارائه دهیم.
هادی حسینی در رابطه با قطعاتی که تغییر کردند گفت: تنظیم قطعات «قمارباز»، «راز» و «من ندانستم» تغییر کرد. سایر قطعات نیز سازهای جدیدی به آن‌ها اضافه شده و تغییرات کوچکی که به بعضی از قطعات داده شد که همه اینها منجر شد این اثر دیر به خط تولید برسد و در نهایت تأخیر بخورد.
تهیه‌کننده آلبوم «بی‌نام» در پاسخ به پرسش تاریخ انتشار آلبوم گفت: فکر می‌کنم یک هفته دیگر نیز تأخیر داشته باشیم.
حسینی در ادامه گفت: مطمئن هستم وقتی آلبوم منتشر شود، همه از شنیدن آن راضی خواهند بود، به دلیل اینکه روی کیفیت آلبوم تلاش زیادی صورت گرفته و وقتی آلبوم منتشر شود هیچ‌کدام از این بحث‌ها (انتقاد هواداران و ایرادهای گرفته شده) باقی نمی‌ماند.
چندی پس از خبر انتشار نیافتن آلبوم و جنجال خبری و اعتراض هواداران، هادی حسینی برای پنجمین بار، تاریخی را برای انتشار اعلام کرد. او گفت: «آلبوم «بی‌نام»، هفته اول دی ماه، در روز سه شنبه، مورخ ۳ دی ۱۳۹۸ منتشر خواهد شد.»

## انتشار و انتقادات
درحالی که مردم و هواداران، خود را برای انتشار آلبوم بی‌نام (قمارباز) در مورخه سه‌شنبه ۳ دی‌ماه آماده کرده بودند، ساعت ۵ صبح روز دوشنبه دوم دی ماه، بی‌نام در سایت «مدیا فایر» برای دانلود رایگان گذاشته شد و تلاش‌های چند ساعته تیم تولید اثر برای حذف آن نتیجه بخش نشد تا سرانجام حوالی ساعت ۱۷ دوشنبه دوم دی ماه نسخه رسمی دیجیتالی آلبوم از طریق بیپ تونز منتشر شد؛ نسخه‌های فیزیکی نیز فردای همان روز سه شنبه، ۳ دی، منتشر شدند.
صدرالدین حسین خانی (مدیرعامل شرکت ایران گام) که نسخه فیزیکی آلبوم «بی‌نام» تحت امتیاز این شرکت روانه بازار موسیقی شده، در گفتگویی با سایت «موسیقی ما» گفت: «من صاحب اثر نیستم. پخش این آلبوم را مجموعه ایران گام انجام داده‌است و برسر یک تیراژ مشخص توافق کرده‌ایم. خود ما هم از دیروز (۲ دی) که این حواشی رخ داد، با گروه تهیه‌کنندگان اثر درگیریم که چطور پیش از انتشار رسمی نسخه فیزیکی آلبوم، فروش نسخه اینترنتی آغاز شده و این ماجرای لو رفتن آلبوم هم که متأسفانه صحت داشت و ضربه بدی به فروش اثر و صاحبان اثر خواهد زد.»
حسین خانی افزود: «آلبوم فقط و فقط در اختیار صاحبان اثر بوده و هیچ راه دیگری برای لو رفتن آن وجود نداشته و ندارد. ما به عنوان مجموعه ای که قرار است انحصار توزیع و فروش نسخه فیزیکی را در اختیار داشته باشیم، هیچوقت که خودزنی نمی‌کنیم. محسن چاوشی حدود دو میلیون نفر در صفحات شخصی خود دنبال کننده دارند، ولی نسخه فیزیکی و دیجیتالی اثر هر کدام فقط سه الی چهار هزار نسخه فروش داشته!»
مجله دیجی‌کالا، در نقد و بررسی اختصاصی اش، «بی‌نام» را آلبومی نامید که در آن تکرار بی‌حاصل شده و حال و هوایی در مخاطب زنده نمی‌کند. صوفیا نصراللهی، خبرنگار دیجی کالا نوشت: «اگر در آلبوم «ابراهیم» اعتماد به نفس چاوشی باعث تأثیر مثبت روی وجه‌های مختلف قطعات موسیقی شده بود حالا به نظر می‌رسد یکه‌تاز بودنش کمی کار دستش داده‌است؛ به نظر می‌رسد در این آلبوم جای خالی تنظیم‌های بهروز صفاریان یا فرشاد حسامی به شدت حس می‌شود. احتمالاً اگر چاوشی مثل آلبوم‌های قبلی فقط چند قطعه را تنظیم می‌کرد و سلیقهٔ دیگری هم دخیل بود خروجی دلنشین‌تر و حرفه‌ای‌تر از کار درمی‌آمد. در حال حاضر فضای ملودی‌ها بی‌دلیل شلوغ و پرسروصداست و ترکیب سازبندی‌ها به دل نمی‌نشیند.»
ایراد دیگری که اکثر شنوندگان آلبوم از آن در فضای مجازی گرفتند، بی کیفیت بودن لاین‌های صوتی و واضح نبودن صدای محسن چاوشی و تنظیم قطعات است که البته این ایراد، به میکس و مسترینگ کار برمیگردد.
روزنامه خراسان در شماره ۲۰۲۷۶ خود نوشت: «محسن چاوشی نشان داده رگ خواب ترکیب صدای خود و اشعار مولانا و سعدی را به خوبی به دست آورده‌است. شاید هم از تکرار خود با مولانا خسته شده، به همین دلیل، میل سعدی کرده‌است و با استفاده از موسیقی ترنس، شکل جدیدی از خواندن اشعار او را ارائه داده. موضوعی که شاید به مذاق قدیمی ترها خوش نیاید اما پل جدیدی برای پیوند نسل جدید با شاعران کلاسیک باشد. حضور سازهای فولکلور در «بی‌نام» اتفاق تازه و تحسین‌برانگیزی است. نی انبان نوازی‌های محسن شریفیان، سرپرست گروه لیان به قطعه‌های ریتمیک آلبوم، مانند «قند منی» هویت داده‌است. همچنین صدای سازهای کردی تنبور و دیوان و همچنین باقلاما، ساز اصیل آذری‌ها، توسط سید محمد کاظمی جاسمی بیشتر از گیتار الکتریک عادل روح‌نواز که در چند آلبوم قبلی چاوشی به یک عنصر همیشگی تبدیل شده بود، به گوش می‌خورد.»
خراسان در ادامه اضافه کرد: «این‌طور به نظر می‌آید که این آلبوم به پای آلبوم‌های قبلی چاوشی نرسیده اما او نسبت به آلبوم‌های منتشر شده امسال، جلوتر از دیگر خوانندگان ایستاده‌است»
دربارهٔ تکراری بودن قطعات این آلبوم نیز نظراتی عنوان شد که از جمله آنها می‌توان به مقاله‌ای که در روزنامه ایندیپندنت فارسی منتشر شد که در آن آورده‌است: «چاوشی صدای بمِ پخته‌ای دارد و توانسته هویت صدایش را در همان محدوده بسیار معینی که می‌خواند، حفظ کرده و آن را به برندی برای خود تبدیل کند. اما این محدودیت سبب شده‌است تا تنوع از کار ستانده شود و برخی از کارها تکراری به نظر برسند با یک خط ملودی ثابت. شعر مولانا به خودی خود دارای وزن و ریتم معینی است و آهنگساز می‌بایست علاوه بر وزن آشکاری که این ابیات دارد، به سراغ وزن‌های پنهان آن هم برود و خوانشی متفاوت‌تر از وزن آشکار از اثر داشته باشد.»

## قطعه «من ندانستم»
محسن چاوشی در بیشتر مواقع، درگیر معضل لو رفتن و پخش اینترنتی آهنگ‌هایش از ابتدای فعالیتش تا به امروز بوده‌است. دموی قطعه «بحر تفکر» (یا همان «من ندانستم») که پیش تر گفته شده بود یکی از قطعات داخل آلبوم «بی‌نام» می‌باشد، چندی قبل توسط اشخاص ناشناسی به صورت اینترنتی و در فضای مجازی دست به دست شده و در نهایت لو رفت.
هادی حسینی، تهیه‌کننده آلبوم، در ۱۳ آبان ۱۳۹۸، در بیانیه خود با مقصر شمردن هواداران در امر لو رفتن قطعات آلبوم، و با هدف اصلاح تفکر و یادگیری مخاطبان و جلوگیری آنها از انتشار گسترده‌تر قطعات، گفت قطعه «بحر تفکر» تنها با همکاری هواداران و سعی و همت ایشان مبنی بر پشیمانی لو دهنده‌ها منتشر خواهد شد.
مشکل اینجاست که هوادارانِ محسن چاوشی با کسانی که قطعه یا اثری را اصطلاحاً لو می‌دهند قاطع برخورد نمی‌کنند.
اگر هر بار که این اتفاق تکرار می‌شد هواداران به جای تمجید از اشخاص خاطی با او برخوردی قاطع داشتند و از جامعه هواداری شخص را طرد می‌کردند شاید کمتر شاهد روند لو رفتن قطعات و آهنگ‌ها بودیم.
هوادار به جای برخورد با خاطیان همیشه محسن چاوشی را متهم می‌کنند به نشتی داشتن، حال اینکه برای تهیه یک اثر موسیقایی مراحل مختلفی از قبیل آهنگسازی، تنظیم، میکس و مجوز و… وجود دارد که در هر کدام از این مراحل امکان لو رفتن اثر وجود دارد.
هوادار باید دغدغه مند بوده و با افرادی که برای چاپلوسی و شوآف اقدام به این عمل تخریبی دارند قاطع و محکم برخورد کنند.
متأسفانه در موضوع لو رفتن اخیر قطعه بحر تفکر هوادار به جای متهم کردن شخص یا اشخاص مسئول نسبت به من فحاشی می‌کنند حال اینکه حتی ۱۰ درصد از این فحاشی‌ها سهم لو دهنده‌ها نیست و این اشخاص محبوب و در امانند.
تا زمانی که این رویه وجود دارد هر آهنگی که از مسیری جز مسیر متعارف و با رضایت محسن چاوشی پخش شود، پخش رسمی نخواهد داشت.
هوادار باید سعی کند یاد بگیرد به جای انتشار قطعه لو رفته جلوی انتشار آن را بگیرد. هواداران حتی می‌توانند با همکاری هم ادمین‌های پیج‌های هواداری را مسئول کنند. نباید لو دهنده‌ها به جای پشیمانی قهرمان باشند.
با حذف قطعه بحر تفکر همه خواهند فهمید عزم ما برای اصلاح تفکر جاری بین هواداران جدی است. بحر تفکر قربانی می‌شود تا تفکر هوادار تغییر کند. اگر هواداران پیج لو دهنده را ریپورت کنند دیگر هیچ ادمینی چنین اجازه ای به خود نخواهد داد تا قطعه ای را بدون رضایت صاحب اثر منتشر کند.
در صورت همکاری هواداران و سعی و همت ایشان مبنی بر پشیمانی لو دهنده‌ها قطعه بحر تفکر پخش خواهد شد.
همه می‌دانند تهیه و تولید هر آلبوم چه به لحاظ مادی و چه به‌لحاظ معنوی، چه عرق‌ریزی‌ها، زحمت‌ها و باید و نبایدهایی دارد و وقتی یک قطعه به هر دلیلی، لو می‌رود، برای تیم تهیه‌کننده هم به لحاظ مادی و هم به لحاظ معنوی خسارت‌های بسیاری به‌دنبال دارد. همراهان محسن چاوشی همیشه حرفه‌ای بوده و هستند و اسیر حواشی‌ها نشده و نمی‌شوند. هیچ آلبومی بی‌مخاطب معنی ندارد و من و محسن چاوشی هم مثل همیشه تا هر وقت که باشیم و کار کنیم، برای شما می‌جنگیم و کار می‌کنیم تا به گوش شما برسانیم.
باز هم مثل همیشه، توجهی به حرف‌ها و نقل‌قول‌های بی‌اساس که برای بازارگرمی‌زده می‌شود، نکنید و دلسوز قطعاتی باشید که با زحمت فراوان و وسواس‌های بسیار محسن، بعد از طی کردن راهی طولانی، قرار است با کیفیتی بالا به گوش شما برسد. ما برای گوش و هوش شما همیشه ارزش و احترام قائل بوده‌ایم و همیشه روی آن حساب کرده‌ایم.— هادی حسینی
بهمن بابازاده، خبرنگار موسیقی نیز در این باره توییت کرد: شاهکارهای تیم تهیه آلبوم قمارباز (بی‌نام) با صدای محسن چاوشی ادامه دارد. چهارمین تراک آلبوم هم لو رفته و به صورت گسترده در فضای نت پخش شده. تهیه‌کننده آلبوم هم گفته بخاطر تنبیه هوادارا که قطعه لو رفته رو برای هم فوروارد کردن، تراک بحر تفکر از آلبوم حذف میشه تا هوادارها ادب بشن!@Bahman_Babazade (4 نوامبر 2019). "شاهکارهای تیم تهیه آلبوم #قمارباز (بی‌نام) با صدای #محسن_چاوشی ادامه دارد. چهارمین تراک آلبوم هم لو رفته وبه صورت گسترده در فصای نت پخش شده. تهیه‌کننده آلبوم هم گفته بخاطر تنبیه هوادارها که قطعه لو رفته رو برای هم فوروارد کردن، تراک #بحر_تفکر از آلبوم حذف میشه تا هوادارها ادب بشن!" (Tweet) – via Twitter. 
۲۰ آبان ماه، هادی حسینی در پیام دیگری اضافه کرد: اگر به جز ورژن لو رفته بحر تفکر تا فاصله انتشار آلبوم، آهنگ دیگری لو نرود طبق توافق با شرکت پخش، بحر تفکر در آلبوم خواهد بود و در این صورت با احتساب این قطعه، آلبوم با ۱۱ تراک منتشر خواهد شد.
در نهایت، ۵ آذر ماه، تهیه‌کننده آلبوم با نشر پیامی اعلام کرد «بحر تفکر» با نام «من ندانستم» به آلبوم اضافه شده.
«ای که گفتی مرو اندر پی خوبان زمانه/ ما کجاییم در این بحر تفکر تو کجایی
تیم تهیه و تولید آلبوم «بی‌نام» با احترام به مخاطبین فهیم آثار محسن چاوشی و مردم عزیز ایران با توجه به مسائل پیش‌آمده طی روزهای اخیر، تصمیم گرفت انتشار آلبوم را به زمان و احوال بهتری موکول کند. نیازی به تکرار و یادآوری نیست که محسن چاوشی برای طرفداران و مخاطبین خود همیشه عشق و احترام فراوان قائل بوده و به‌احترام و خواست شما قطعه «بحر تفکر» به آلبوم اضافه شده‌است. اخبار و اطلاعات مربوط به آلبوم و زمان دقیق انتشار به زودی صرفاً از طریق مجاری رسمی اطلاع‌رسانی خواهد شد.»— هادی حسینی

## فهرست آهنگ‌ها
| بی‌نام      | بی‌نام            | بی‌نام                      | بی‌نام      | بی‌نام |
| شماره      | نام              | سراینده                    | سبک        | مدت   |
| ---------- | ---------------- | -------------------------- | ---------- | ----- |
| ۱.         | «قند منی»        | مولانا                     | هاوس، دنس  | ۲:۵۶  |
| ۲.         | «گنجشک پریده»    | سعدی                       | الکتروپاپ  | ۵:۲۲  |
| ۳.         | «برسلطان»        | مولانا                     | سینث‌پاپ    | ۴:۱۱  |
| ۴.         | «چنگ»            | فصیح‌الزمان شیرازی (رضوانی) | پاپ راک    | ۴:۵۵  |
| ۵.         | «قمار باز»       | مولانا                     | الکتروپاپ  | ۵:۱۰  |
| ۶.         | «عقل و خرد»      | مولانا                     | چیل‌ویو     | ۴:۳۳  |
| ۷.         | «زاهد»           | مولانا                     | هاوس، دنس  | ۴:۴۲  |
| ۸.         | «بازآمدم»        | مولانا                     | دنس، پاپ   | ۳:۰۳  |
| ۹.         | «من‌ندانستم»      | سعدی، وحشی بافقی           | ترنس       | ۲:۵۷  |
| ۱۰.        | «قوم به حج رفته» | مولانا                     | هاوس، دنس  | ۴:۲۲  |
| ۱۱.        | «راز»            | سعدی                       | الکتروپاپ  | ۴:۰۳  |
| مجموع مدت: | مجموع مدت:       | مجموع مدت:                 | مجموع مدت: | ۴۶:۱۴ |

## عوامل تولید
- خواننده، آهنگساز، میکس و مسترینگ و تنظیم کننده: محسن چاوشی
- تهیه‌کننده: سید هادی حسینی
- گیتار الکتریک (قطعه چنگ): عادل روح‌نواز
- نی‌انبان: محسن شریفیان
- همخوان، تنبور، دیوان، باغلاما: سید محمد کاظمی جاسمی
- طراح کاور: محسن عسگری
- کارگردان تیزر: وحید امینی